# Robert Welch (fotograf)

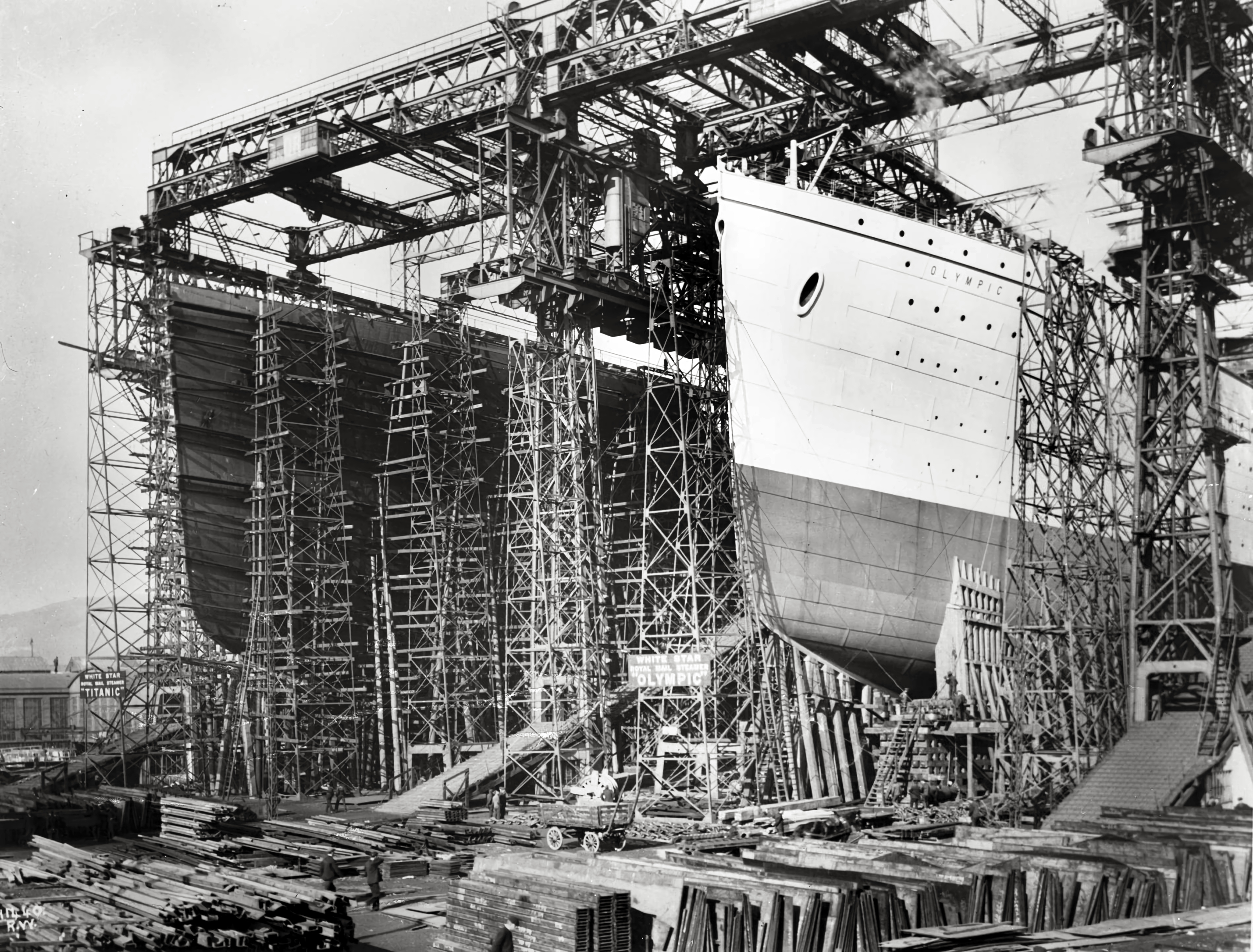
Lodě RMS Olympic a RMS Titanic během stavby, Belfast, Irsko, říjen 1910

Robert John Welch (22. července 1859 – 28. září 1936) byl irský fotograf, který se zajímal o přírodopis, zejména o měkkýše.

## Život a dílo
Narodil se v roce 1859 v Strabane, hrabství Tyrone jako syn skotského fotografa amatéra.
Specializoval se na venkovní fotografii a pořídil tisíce fotografií irských měst a scenérií. Byl zručným umělcem a jeho studie o Irsku a irském životě na konci 19. a na počátku 20. století jsou dnes právem vyhlášené. Stálá expozice v ulsterském muzeu obsahuje dvacet jeho fotografických zvětšenin na téma cestování a doprava.
Byl členem Royal Irish Academy a zároveň prezidentem společností Belfast Naturalists' Field Club a Conchological Society of Great Britain & Ireland. V roce 1923 mu jako uznání jeho práce udělila univerzita Queen's University Belfast čestný titul Master of Science.
Fotografoval také legendární Titanic.

## Galerie

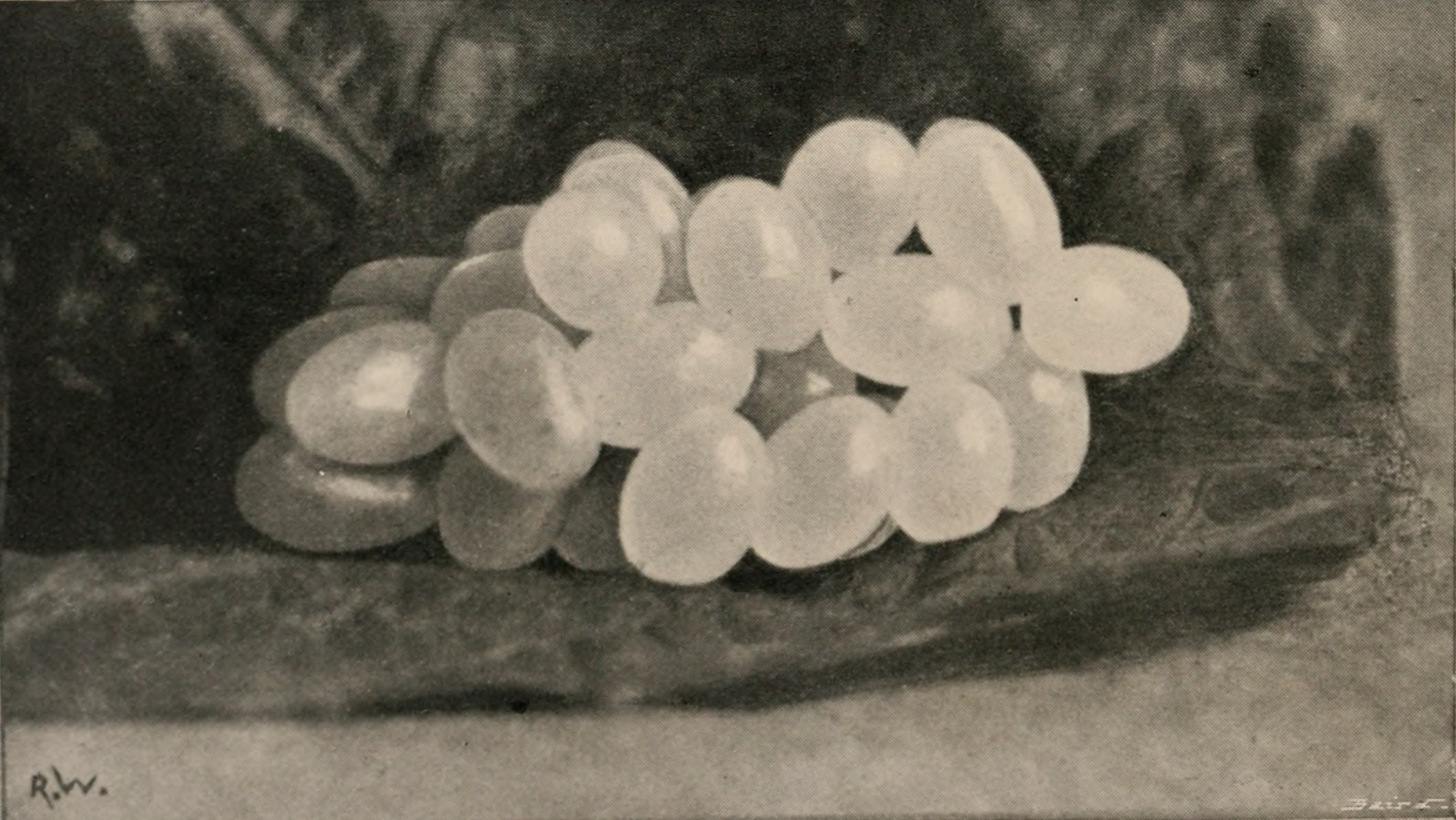
Vajíčka měkkýše Geomalacus maculosus, 1900
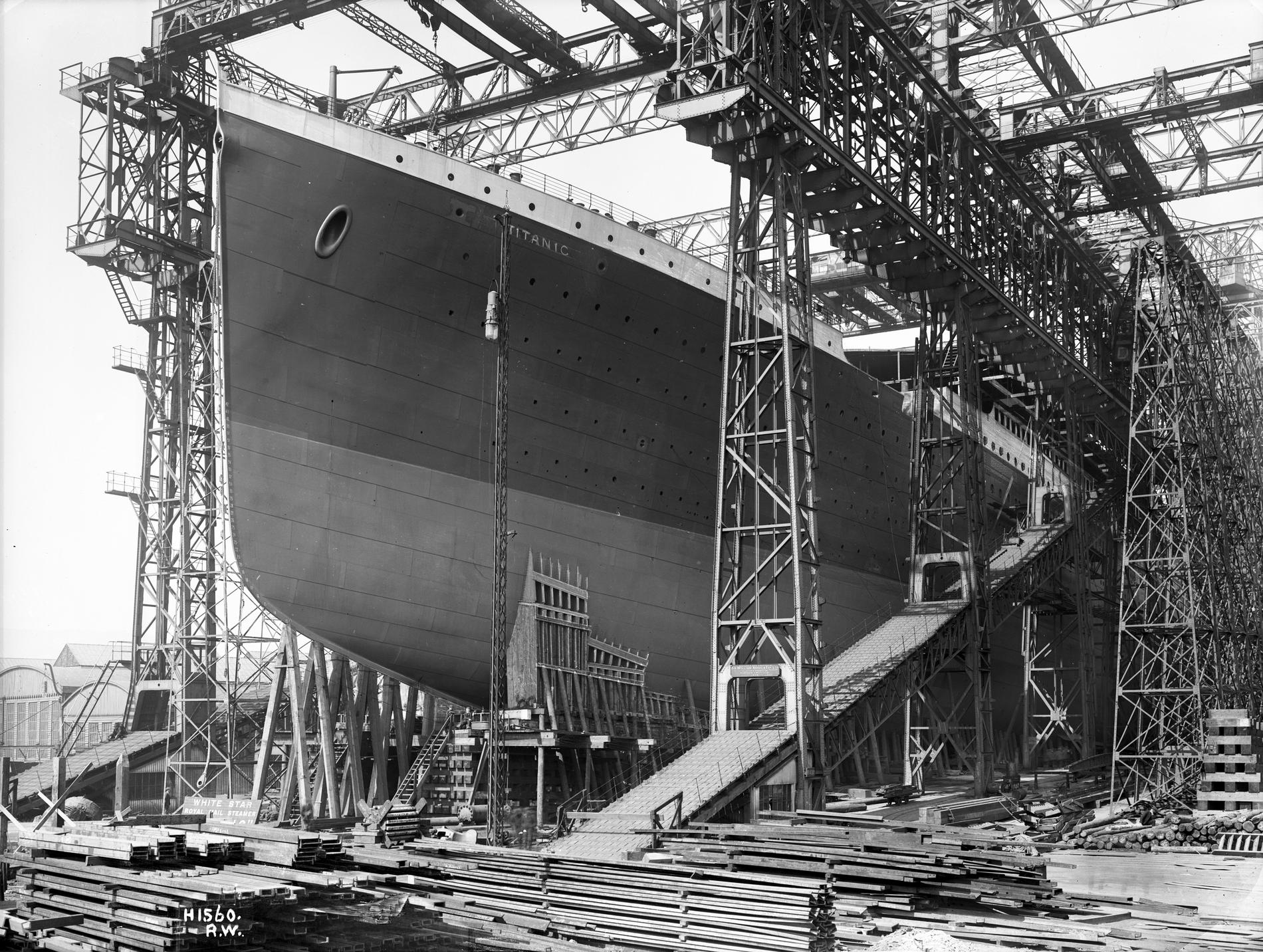
Titanic připraven na spuštění, 1911
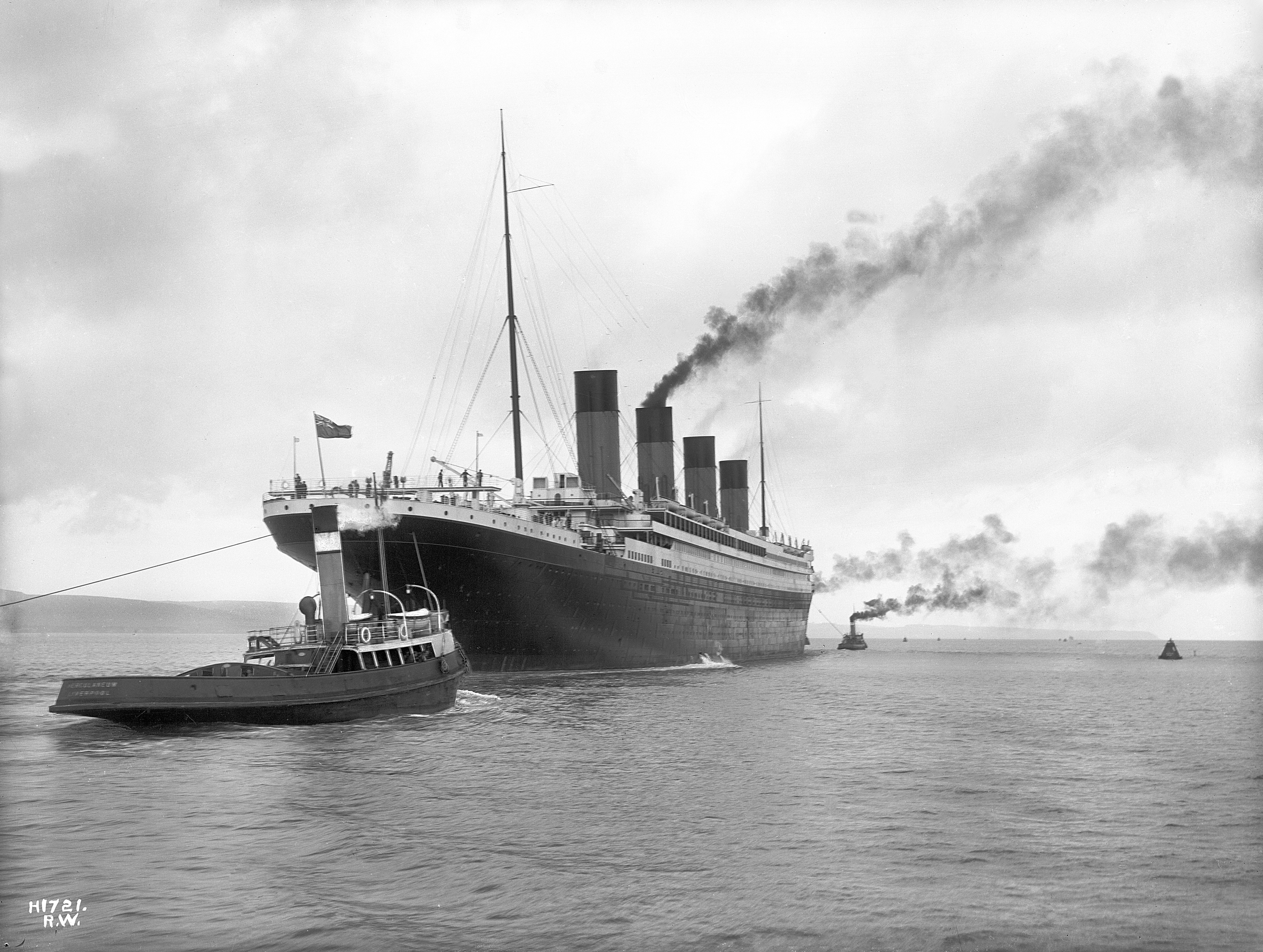
RMS Titanic
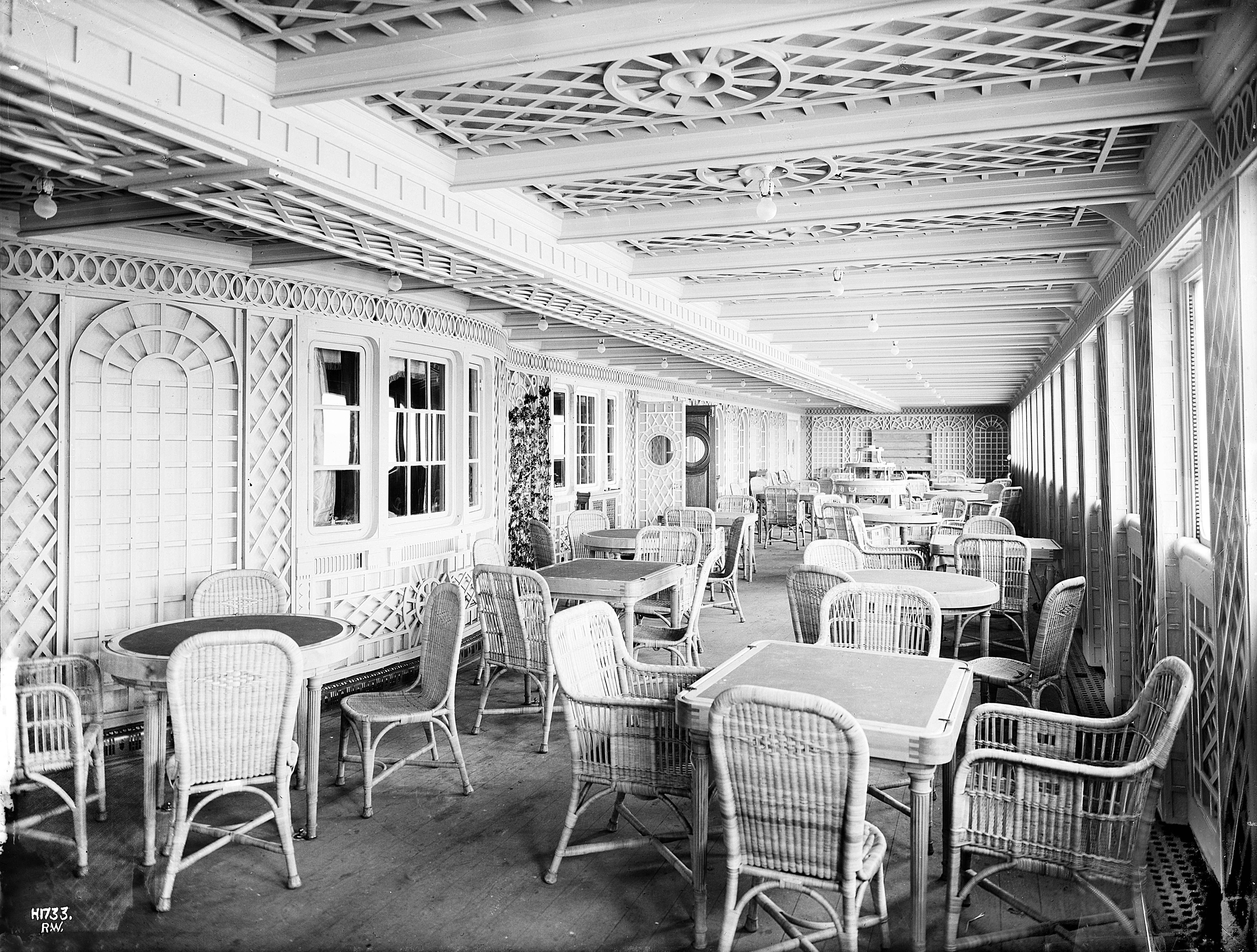
Pařížská kavárna, Titanic
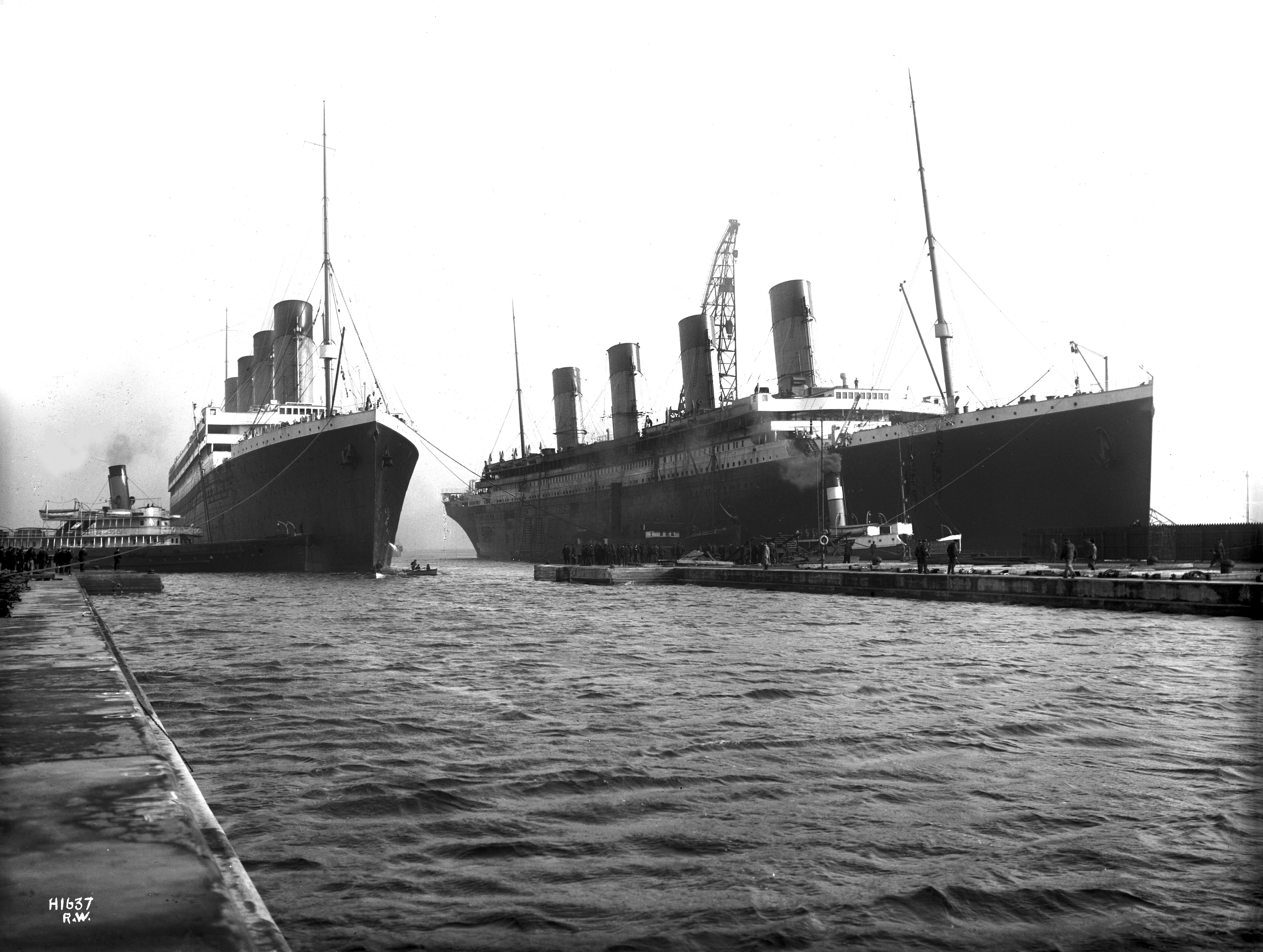
RMS Olympic a RMS Titanic
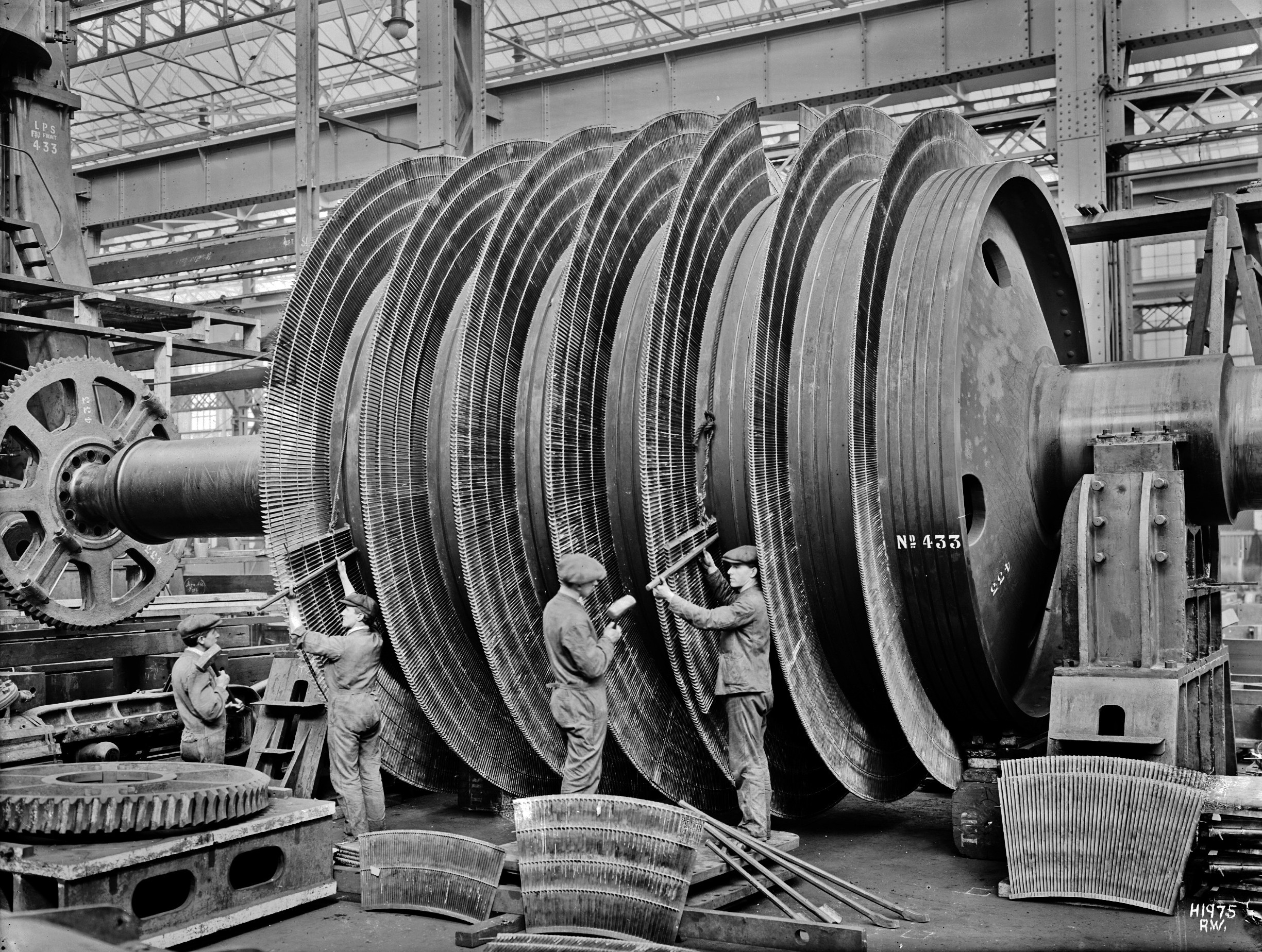
Turbíny HMHS Britannic
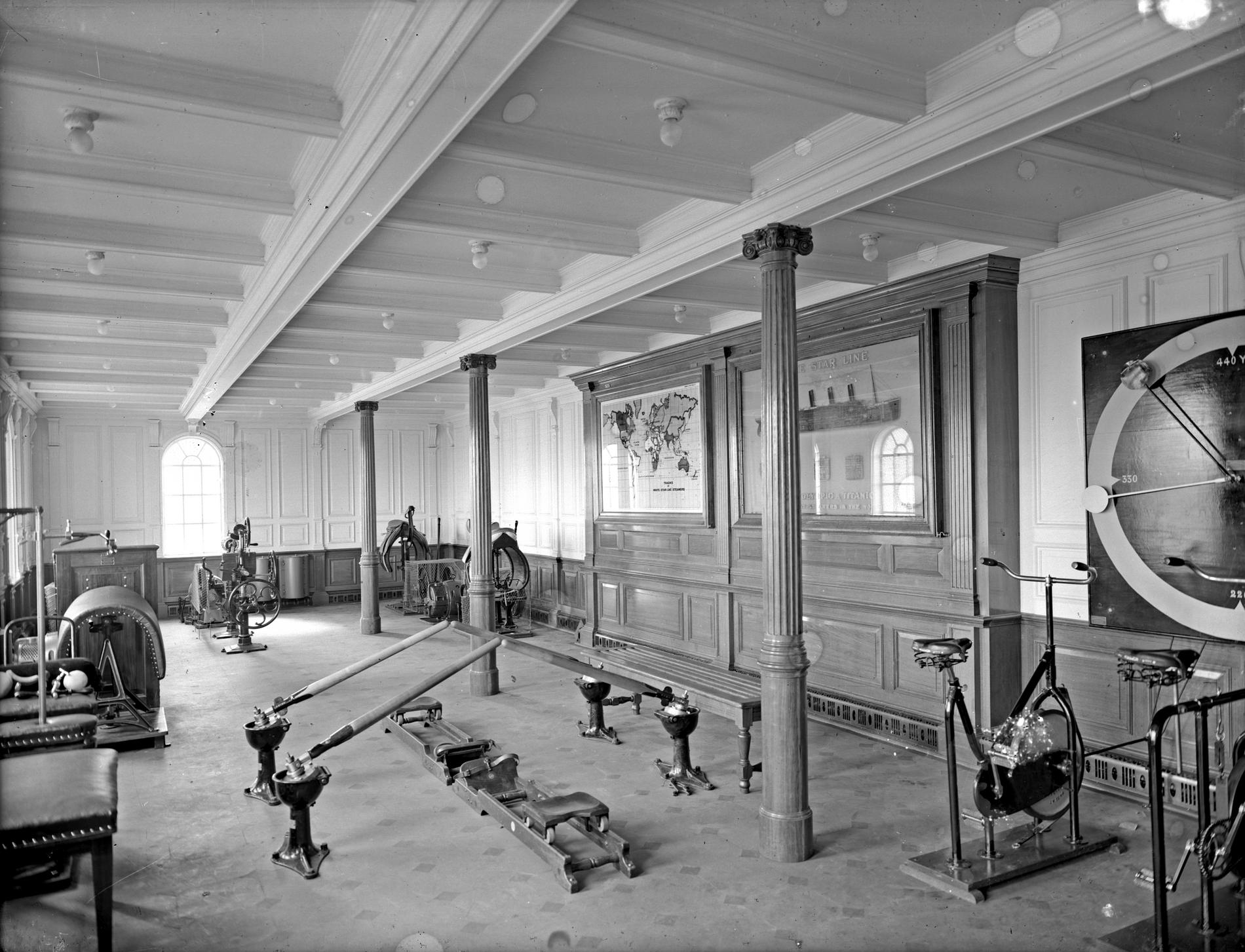
Tělocvična první třídy na Titanicu, březen 1912
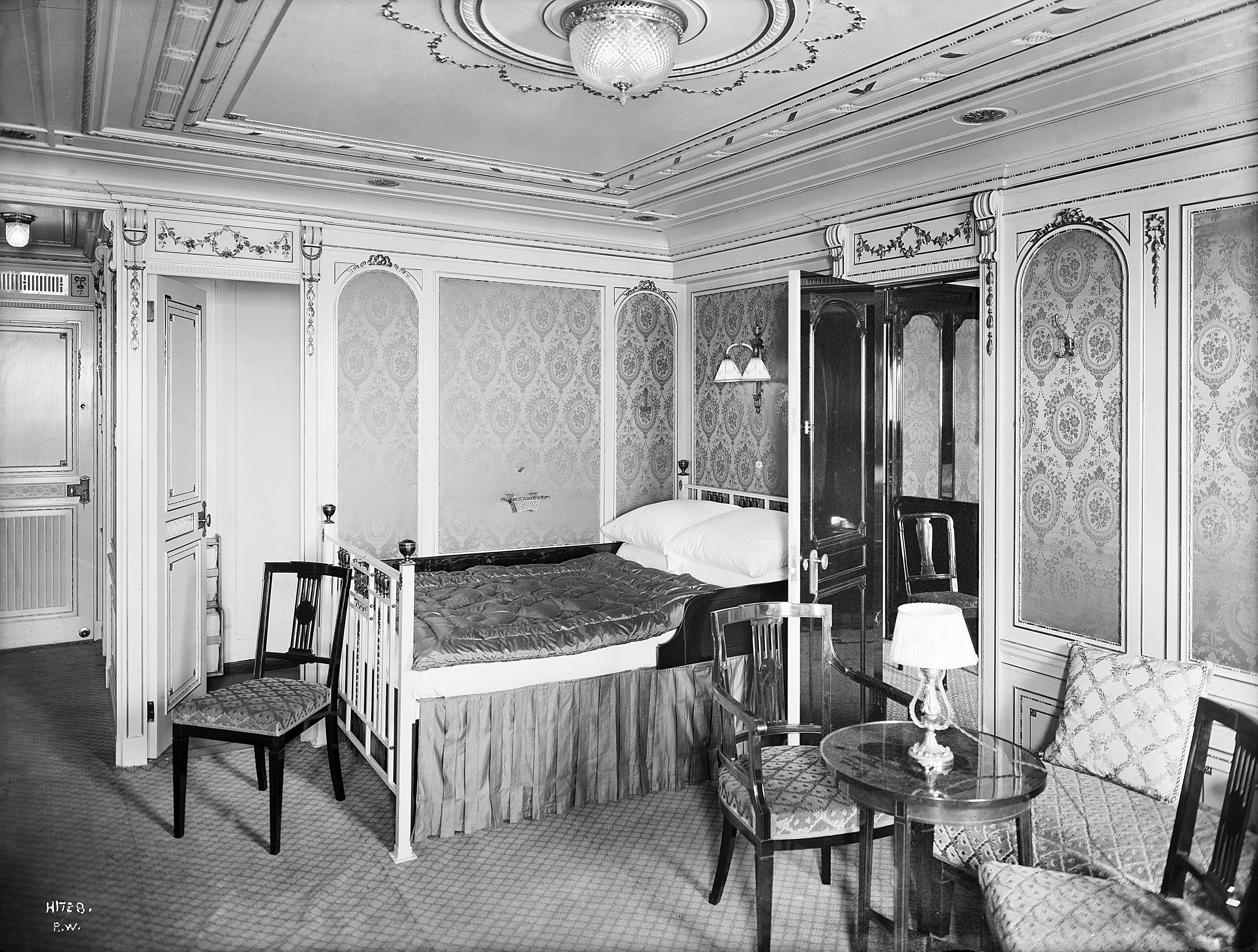
Kabina B-58 na Titanicu ve stylu Ludvíka XVI.
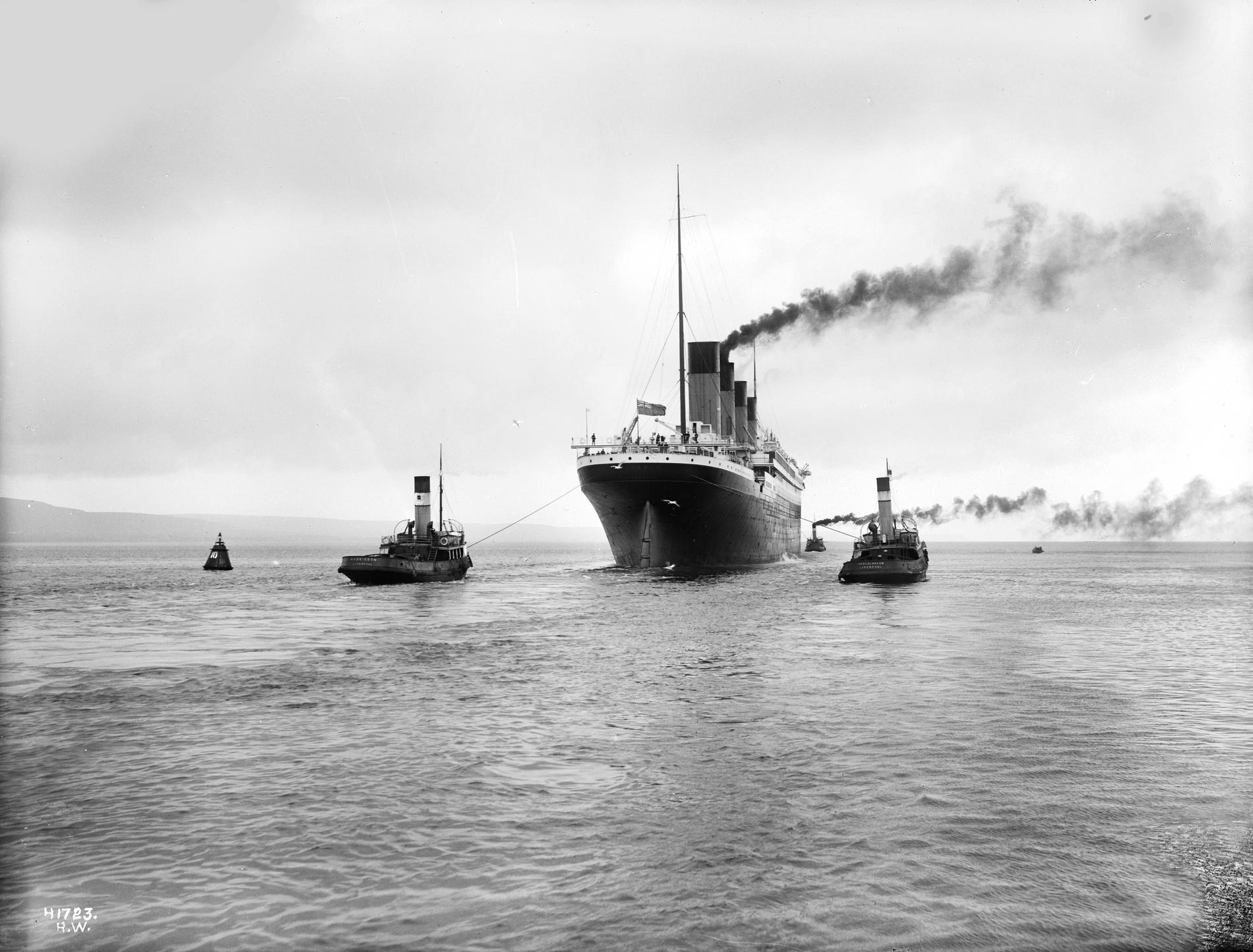
Titanic
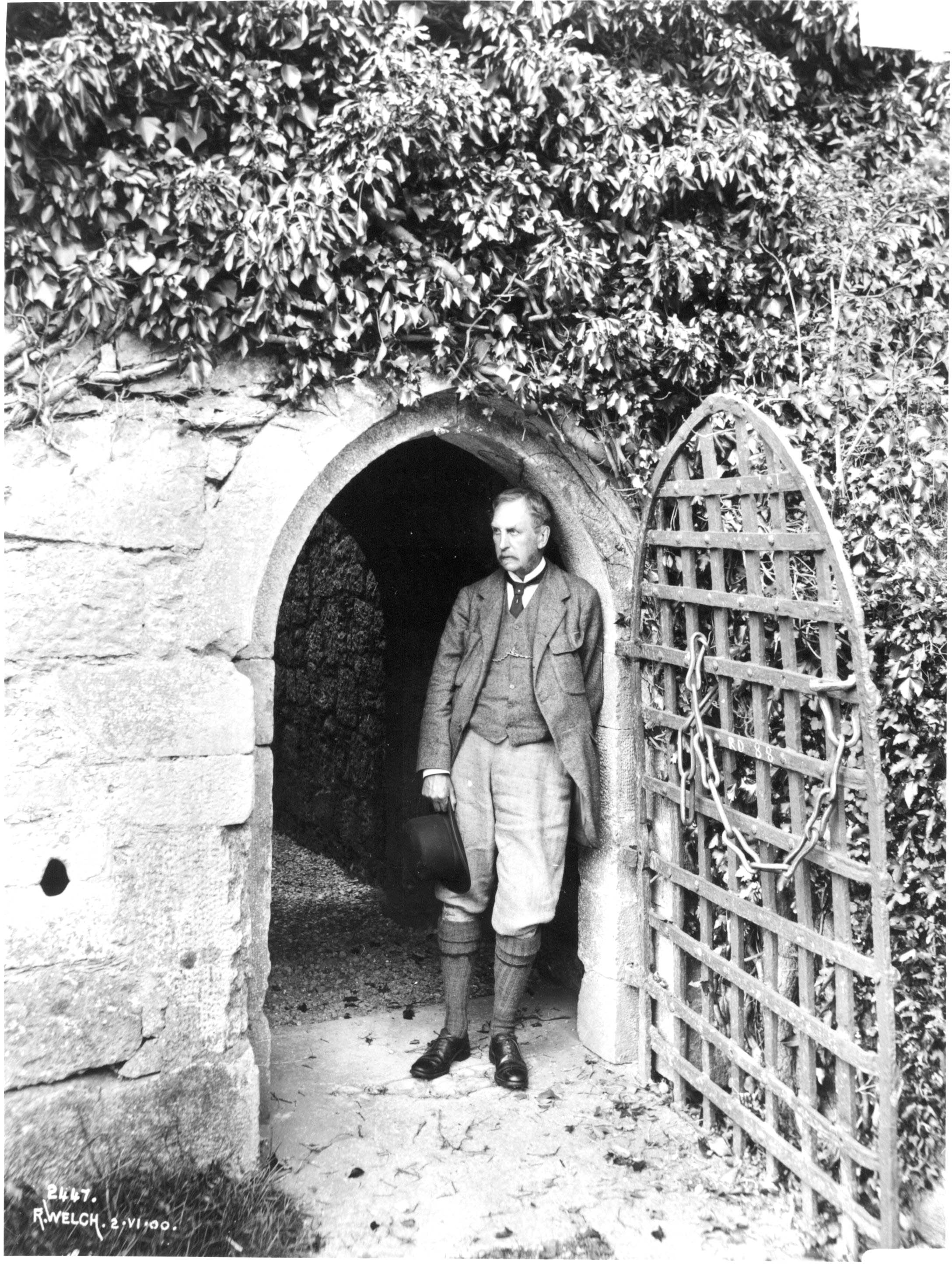
Baron Luke Gerald Dillon